# Liste der Naturdenkmale in Immerath
Die Liste der Naturdenkmale in Immerath nennt die im Gemeindegebiet von Immerath ausgewiesenen Naturdenkmale (Stand 4. Juni 2024).

## Naturdenkmale
| Nr.         | Bezeichnung              | Lage                                           | Beschreibung                                                          | Bild                                    |
| ----------- | ------------------------ | ---------------------------------------------- | --------------------------------------------------------------------- | --------------------------------------- |
| ND-7233-091 | Eiche an der Heckenmühle | östlich des Ortes; Flur In der Grummwiese Lage | Quercus robur, um 1820 gekeimt, 15 m hoch bei 2,25 m Brusthöhenumfang | Direkt Bild zu diesem Denkmal hochladen |